# گاوسر قهوه‌ای
گاوسر قهوه‌ای (نام علمی: Ameiurus nebulosus) نام یک گونه از سرده گربه‌ماهی‌های گاوسر است.